# Jules Duboscq
Pour les articles homonymes, voir Duboscq.
Jules Duboscq (5 mars 1817 - 24 septembre 1886) est un ingénieur-opticien et photographe français.

## Biographie
Gendre de Jean-Baptiste Soleil, Jules Duboscq reprend en 1849 une partie des activités de l'activité de la Maison Soleil sous la dénomination Maison Duboscq, située au 21 rue de l'Odéon à Paris.
Il est le constructeur du régulateur électro-magnétique et de l'héliostat de Léon Foucault, du stéréoscope qui permet d'obtenir de doubles épreuves photographiques et du compas à liquides de Ritchie.  
En 1883, il s'associe à François Philibert Pellin (1847-1923), la maison étant renommée Duboscq-Pellin, celui-ci reprenant la société à sa mort sous le nom de maison Pellin.
Le théâtre et l'Opéra étant à la recherche de réalisme, mais aussi de spectaculaire, on fait appel à lui pour certains effets spéciaux. Il invente plusieurs machines:
- la machine à éclairs (avec un miroir et un arc électrique : le miroir renvoie l’effet de l’éclair sur scène),
- la machine à nuages (disque de verre qui tourne où sont peints les nuages et qui les projettent sur un support, alors qu’auparavant, les nuages étaient peints sur une toile de fond),
- la machine à « lever de soleil » (qui simule aussi le coucher de soleil et qui recrée également les intensités lumineuses et les changements de couleurs),
- la machine à arc-en-ciel (il reprend le principe du prisme qui décompose la lumière blanche pour la projeter sur un support).

En 1869, il propose un modèle de « batteur de mesure ou métronome électrique » pour la direction d'orchestre, reprenant un mécanisme inventé par Hector Berlioz et datant de 1855, « formé d'un fléau de balance sur les bras duquel agissent alternativement deux électro-aimants, et dont l'aiguille centrale très courte attire l'extrémité inférieure de la vergette du métronome qui s'incline dans un sens ou dans l'autre, suivant que le courant agit sur le premier ou le second électro-aimant ». 